# Mermaid Melody Pichi Pichi Pitch
Mermaid Melody Pichi Pichi Pitch (în română: „Melodia sirenei”) este un serial manga și anime japonez. E o manga shoujo, conținând 32 de capitole publicate (incluzand două povești speciale), iar câteva dintre ele au fost adunate in 7 volume de Kodansha.
Animeul a fost produs de Tv Aichi. Primul sezon, format din 52 de episoade, a fost difuzat pe Tv Tokio Network din 5 aprilie 2003 pana pe 27 martie 2004. Ultimul sezon, intitulat Mermaid Melody Pichi Pichi Pitch Pure, alcătuit din 39 de episoade a fost difuzat din 3 aprilie 2004 pana pe 25 decembrie 2004.
Mermaid Melody este bazat pe povestea lui Hans Christian Andersen, numită „Mica sirenă” (povestea ne spune despre o sirenă care s-a îndrăgostit de un om). Dar aici se vorbește despre viața a trei sirene, în încercarea lor de a învăța obiceiurile și tradițiile oamenilor și pentru a deveni cântărețe.

## Subiectul
Luchia, o prințesă sirenă din oceanul Pacific de Nord se hotărăște să iasă la suprafață în lumea oamenilor in cautarea perlelor celor 7 sirene a celor 7 oceane: Arctic, Antarctic, Indian, Atlantic de Sud, Atlantic de Nord, Pacificului de Sud si Pacific de Nord, oceanul ei. Ea porneste astfel in cautarea perlei ei pe care a lăsat-o acum multi ani unui om, dupa ce l-a salvat viata. Hippo, un pinguin mic și vorbitor, prietenul sirenei, vine cu ea, fiindca poate ajuta la gasirea perlelor. Pe Pământ ea învață la o școală generala. În timp ce se plimba pe plajă, ea îl întâlneste pe Kaito (un foarte bun surfer care a gastigat un trofeu la surf). Ei îi pare cunoscut deaoarece crede ca el e baiatul pe care l-ar fi salvat pe cand avea 6 ani. Episodul devine incendiar când Luchia află că surf-erul Kaito are perla ei. Pe parcursul acestei serii ea le întâlnește pe: Hanon Hosho, Rina Toin, Coco, Karen si Noel Aiiro, Sara și Seira. Pentru a-și învinge dușmanii ele folosesc puterea muzicii. Sirenele au fiecare la gat cate o scoica de diferite culori in care se afla perlele, de aceasi culoare ca si scoica care atunci cand se transforma in principesele sirene perla iese din scoica si apare un microfon in care se afla perla tot timpul cat sirenele noastre vor canta. În primul sezon „Mermaid Melody Pitch Pitch Pitch” eroinele noastre trebuie să se lupte contra lui Gaito și a ajutoarelor sale Dark Lovers (adica iubitori rai), apoi si cu Mikeru cu Lady Bat, Ran Fa, Arara si Black Beauty Sisterts (surorile frumoase negre, la suflet) Mishi si Sheshe care vor să pună mână pe perlele sirenelor.
Fiecare inafara de Noel si Coco are un cantec propriu, iar celelalte sunt de grup.

## Personaje

### Luchia Namami
Dublaj voce: Asumi Nakata 
Luchia este personajul principal din anime-ul Mermaid Melody Pichi Pichi Pitch scris de Yokote Michiko și desenat de Pink Hanamori. Ea este de fapt o sirenă roz, cu părul blond făcută în două codițe. Ea apare prima data in Episodul 1, sezonul 1 (Pearl Tears) si apare pentru ultima oara in episodul 39, sezonul 2 (Onward to that Dream).
Ea trebuie să-l învingă pe Gaito care este Regele Maleficului, care a capturat-o pe Noel (sirena indigo), Coco (sirena galbenă), Karen(sirena mov), Sara(sirena portocalie) și pe Aqua Regina. Luchia este însoțită de către Hanon Hosho (sirena aqua) și de Rina Toin (sirena verde). Luchia detine perla roz, iar formula de transformare este „Pink Pearl Voice!” (vocea perlei roz). Cântecele pe care le cântă Luchia pentru a învinge răul sunt: Mother Symphony, Splash Dream și Koi Wo Nandarou.
Ea s-a nascut pe 3 iulie (rac), de aceea e o sirena roz. Ea s-a nascut in Oceanul Pacific de Nord. Tipul sangelui ei e 0. Are 1,56 cm inaltime. Are 105 kg (cu coada si 48 kg fara coada).  
Ea a plecat pe tarm pentru a cauta perla ei si a celorlalte sirene. Ea sta intr-un hotel a-l "surorii ei mai mari", Nikola.     
În lumea umană, Luchia are o fire amuzantă, înțelegătoare, cu inimă de aur, dar câteodată este cu capul în nori mai ales când Kaito este prin preajmă. Altfel e ambițioasă. Kaito este prietenul lui Luchia pe care l-a cunoscut cand avea 6 ani dar s-au reintalnit peste 8 ani. Este un super-surfer care a ocupat locul întâi în Campionatul de surfing (dar Kaito e indragostit de sirena Luchia!).
Luchia merge la școală generală în aceași clasă cu Kaito, Rina și Hanon. Materia preferată a lui Luchia este economia, iar matematica este materia pe care o uraste. Adora creveti si culoarea roz. Luchia are 13 ani in capitolul 1, apoi in capitolul 11 are 14 ani.

### Hanon Hosho
Dublaj voce: Hitomi Terakado 
Hanon Hosho este personajul secundar care o însoțește pe Luchia împreună cu Rina pentru a învinge pe Gaito și ajutoarele sale. Ea este sirena aqua (marina), are păr lung, lung de tot și foarte creț de culoare albastră. Hanon se intalneste cu Luchia in primul capitol manga si primul episod anime.
Ea este sirena din Oceanul Atlantic de Sud și a trăit în Imperiul Aqua, cucerit de Gaito, astfel a fost obligată să plece.
Ea s-a născut pe 3 mai (capricorn), de aceea e o sirenă albastră. Are 1,60 cm înălțime, și 49 kg (cu coada are doar 103 kg).
Hanon detine perla albastra, iar formula de transformare este „Mizuiro Pearl Voice!” (vocea perlei marine).
În lumea umană, Hanon are o fire ambițioasă, puțin agitată și foarte înnebunită după băieți. Ea frecventeaza scoala generala fiind in aceasi clasa cu Luchia si Rina. Hanon adora ora de limba japoneza si uraste ora de educatie fizica. Culoarea ei preferata este albastru marin si adora tortul de branza. În „Mermaid Melody Pichi Pichi Pitch”, prietenul ei este Mitsuki Tarou, profesorul de muzica, dar acesta este îndrăgostit de Sara (sirena portocalie din Oceanul Indian). La sfârșitul lui „Mermaid Melody Pichi Pichi Pitch Pure!” rămâne cu Nagisa, un băiat simpatic și foarte timid. Cântecele pe care le cântă Hanon sunt: Ever Blue, Mizuiro no senritsu (Melodia albastră).
Hanon este foarte interesata de ce se va intampla cu oceanele, fiindcă Gaito si ajutoarele sale i-au luat tot ce avea când au distrus regatul.

### Rina Toin
Dublaj voce: Mayumi Asano 
Rina este personajul secundar care o însoțește pe Luchia și pe Hanon pentru a învinge pe Gaito și ajutoarele sale. Ea apare pentru prima dată în capitotul 2 manga și episodul 3 anime si pentru ultima oara la sfarsitul desenului. Rina este o sirenă care vine din Oceanul Atlantic de Nord. Ca descriere,ea are păr lung de culoare verde închis și ochi verzi. Rina detine perla verde, iar formula de transformare este „Green Pearl Voice!”(vocea perlei verzi). În lumea oamenilor, are păr lung de culoare verde închis, are ochi gri și se îmbracă asemănător ca băieții. Rina merge la scoala generala cu Luchia si Hanon. Ii place matematica, mancarea vegetariana, culoarea ei preferata este verdele, si nu uraste nici o materie. Rina este in acaesi clasa cu Luchia si Hanon. Ea este o fire serioasă. Pentru a învinge răul, ea cântă: Jewel Star si Piece of Love. In capitolul 3 ea spune Cool Shine Pitch, pentru a se transforma.
Ea s-a nascut sambata, pe 18 noiembrie (scorpion) de aceea e o sirena verde. La inceput are 13 ani, dar in capitolul 2 inplineste 14 ani. Tipul sangelui ei este AB. Are o inaltime de 163 cm si o greutate de 50 kg (cu tot cu coada; 45 kg fara coada).    
Din cauza ca i-a rapit prietena (pe Noel), Rina îl urăște pe Gaito de moarte.

### Caren/Karen Aiiro
Dublaj voce: Ema Kogure 
Karen este prințesa Oceanului Antarctic și deținătoarea perlei mov, iar formula de transformare este „Purple pearl voice!” (vocea perlei mov). Prima oara când apare este in episodul 21 anime, capitolul 9 manga. Karen este ostila fața de Luchia in primele episoade, mai ales cu Rina. Ea o urăște pe Rina pentru că ea crede că din vina ei, Noel a fost capturata de Gaito. În timp ce seriile continuă, Karen le ajută pe celelalte, dar refuză sa facă echipa cu ele. Karen este vazută mai mult cu Noel și Coco. Karen isi va da seama pana la urma ca nu Rina a lăsat-o pe Noel sa fie capturata de Gaito, ci Noel a salvat-o pe Rina de Gaito. Ca descriere, ea are parul mov si ochii mov.
Ea s-a nascut pe 14 martie (pesti), de aceea e o sirena mov si culoarea ei preferata este mov.
Cantecele ei ii „omoara” pe dusmani. Odata, cantecele ei au fost date la TV. Karen poate fi asemanata cu un trandafir mov. La fel ca Sara, si ea are „spini” in comportamentul ei. Dar diferenta e ca ea vrea sa o salveze pe Noel, iar Sara vrea sa distruga imparatiile. 
Noel și Karen sunt surori gemene, dar provin din oceane diferite. Dar amandoua provin din oceane arctice. Noel si Karen nu s-au vazut nicicand. Karen e foarte legata de Noel si cand a aflat ca a vrut s-o salveze pe Rina si ca a fost capturata a dat vina pe ea.
Cantecul ei este Aurora no Kaze Ni Notte. In manga la sfarsit ea spune „Cutie Hot Pitch” dar aici spune „Love Shower Pitch”. În capitolul 12, ea are deja 15 ani.

### Noel/Noelle/Nuil Aiiro
Dublaj voce: Ryoko Nagata 
La fel ca și Coco, Noel devine parte din colecția lui Gaito. Este prințesa Oceanului Arctic. Noel este sora geamana a lui Caren dar unii considercă e sora ei mai mare pentru că in episodul in care a fost eliberata a numit-o pe Caren „imouto” care inseamnă sora mai mică. Față de Karen, Noel e drăguță și amabila. Ca descriere, ea are un par albastru lung si ochii albastri. Ea a fost a doua fata capturata de Gaito. De obicei, cand canta o apuca durerile de cap. Ciudat! Noel poate fi asemanata cu un trandafir indigo (chiar dacă nu exista!), deoarece ea e frumoasa si pura ca el. 
Unii îi spun „Noelle” iar alții „Nuil”. În katana numele ei se pronunță „Noeru” și pentru că „ru” poate fi egalat cu „l”, in engleză ar fi „Noelle”. 
Noel detine perla indigo si formula de transfotrmare este „Aiiro pearl voice!” (vocea perlei indigo).

### Coco/Koko
Dublaj voce: Satomi Arai 
Nu prea multe se știu despre Coco poate pentru că apare la sfârșitul seriilor. Tot ce știm e că ea este prințesa galbenă din Oceanul Pacific de Sud. Când a fost eliberata de Luchia, ea îi spune tot ce știe despre rolul Sarei in distrugerea impărăției sirenelor. În unele episoade ne dăm seama că ea (Coco) e atracția multor băieți. Ca descriere ea are parul blond lung si ochii galbeni. Ea a fost capturata de Sara. Este la fel ca Noelle: migrenele o cuprind cand danseaza si canta. E cea mai prevazatoare si mai ingrijita (ingrijirea duce la extrem de cele mai multe ori) dintre sirene, dupa Caren. Coco poate fi asemanata cu un trandafir galben. Noi stim ca trandafirii sunt superbi si ca se dau de Ziua Indragostitilor-Coco e fata visurilor oricarui baiat! Coco deține perla galbenă iar formula de transformare este „Yellow pearl voice!” (vocea perlei galbene).
În manga ea este prietenă din copilărie cu Sara.

### Sara
Dublaj voce: Kana Ueda 
Sara detinea perla portocalie si formula ei de tramsformare este „Orange pearl voice!” (vocea perlei portocali). Sara e fata din umbra lui Gaito, cea care il ajuta in a-si pune in practica planurile. Doreste cu orice pret sa distruga imparatia sirenelor. A fost in copilarie prietena cu Coco, dar din episoade s-ar spune ca cica Coco ar fi tradat-o. Ea a fost printesa Oceanului Indian. Atunci cand se intalneste cu Gaito, poarta un sal care-i acopera ochii, corpul si tot parul. La prima vedere, nu-ti dai seama daca e ea. Ca descriere, Sara are un par roscat lung si ochii caprui. Poate fi asemanata cu un trandafir portocaliu deoarece trandafirul este frumos, dar mai are si spini, cum are personalitatea ei. 
Din ceea ce se spune, Sara are o parte intunecata ce vrea sa o alunge pe cea melodioasa. Are un spirit de razbunare care o ocupa in totalitate. La sfâșitul primei serii, a revenit la normal.
Inainte sa fie capturata de Gaito, Sara era indragostita de Taro, dar in timp s-a indragostit de Gaito. La sfarsitul primei serii, cand sirenele scapa din palatul lui Gaito, Sara alege sa se intoarca la palat si sa moara impreuna cu Gaito. Pe parcursul serii a doua, spiritul ei apare in mod constant in fata lui Luciha, pentru a o ajuta in gasirea fasiilor din sufletul portocaliu al Seirei.

### Seira
Dublaj voce: Eri Kitamura 
Seira e spiritul viitoarei principesa a oceanului Indian și sora Sarei. Amandoua si ea si Sara au un par la fel de lung si roscat, dar Sara e mult mai inalta ca Seira. E o fetita foarte dragalasa de 5 ani. Dupa cum stim, exista surori gemene: cele mai multe cazuri au o sora care e rea si inalta (nu neaparat) si o sora buna. La fel e si in cazul Seirei si a Sarei: Sara vrea putere iar Seira e un spirit pur care vrea dreptate. Seira poate fi asemanata cu o lalea portocalie, dar si cu un trandafir portocaliu din cauza ca e sora Sarei. Dar daca e comparata cu un trandafir, aceasta planta nu are spini. 
Seira e mostenitoarea de drept a tronului si nu Sara, dupa cum se spune. Ea e o reincarnare a Sarei Inainte ca Sara sa dispara 
misterios ii cere lui Luchia sa o invete pe Seira tot ce trebuie sa stie.